# ヌーリー・アッ＝サイード
ヌーリー・パシャ・アッ＝サイード（アラビア語：نوري باشا السعيد、‘Nuri Pasha al-Said、1888年 - 1958年7月15日）は、イギリス委任統治領メソポタミア時代とイラク王国時代のイラクの政治家である。幾つもの重要な閣僚ポストを歴任し、首相を計7期務めた。
最初に首相に任命されたのはイギリス統治時代の1930年のことである。王政時代にはイラク政界の実力者だった。数度にわたる首相在任中、近代イラク国家を形作った幾つかの重要な政治決定にも関わっており、イギリス・イラク条約にも調印した。イラクの独立に向けての条約だったが、イギリス軍の国内駐留と通過を認め、イギリスにイラクの石油の支配権も認めるものであった。この条約でイギリスによるイラク国内政治への関与が縮小されるというのは名ばかりで、実際にはイラクはイギリスの経済的・軍事的権益と衝突しない領域でしか行動できない状態であった。条約により名目的な独立は進み始め、1932年にイギリスの委任統治が終了した。ヌーリーは常にイラク国内に残留し続けるイギリス勢の支持者であった。これらの政策は論争を引き起こすこととなった。
多くの敵にとって論争の的になり、クーデターの余波で2度もイラクから逃れることになった。1958年の王政打倒クーデター(7月14日革命)が起きる頃には、民衆にとって嫌われる存在となっていた。彼の政策は親イギリス的であり、イラクの社会状況の変化への対応に失敗したと信じられていた。当時、貧困と社会的格差が広がっており、ヌーリーはそれらの対応に失敗している体制の象徴となった。また、富裕層の利益を護るよりも弾圧することを選んだ。1958年7月15日(7月14日革命の翌日)、女性に変装して国外に逃れようとしたが、捕まり殺害された。

## 出生と初期の経歴
ヌーリーはバグダードで中流階級下層のトルコ系スンナ派のイスラム教徒の家族に生まれた。彼の父親はオスマン帝国政府の無名の会計士だった。1906年にイスタンブールの軍事大学を卒業し1911年にオスマン帝国軍の将校として訓練を受けた。1912年には伊土戦争でリビアに派遣された。第一次世界大戦時、アラブナショナリズムを支持するようになり、ヒジャーズの首長･ファイサル・イブン・フサイン(後のファイサル1世)のもとでアラブ反乱に加わった。後に短期間のみシリア・アラブ王国国王に就任し、その後、イラク国王となった。ファイサルの下に従軍していた他のイラク人将校と同じく、新しい政治エリートの一部として台頭した。

## イラク王政初期における地位
1918年にオスマン帝国軍が退却し、ファイサルのためにダマスカスを押さえた軍を率いた。1920年にファイサルがフランスの圧力で退位させられたが、ヌーリーはイラクに逃れたファイサル家に従い、1922年にイラクの初代警察長官となった。彼は警察を自分の部下で固め、何度も繰り返し同じ職に就いたが、これが後年の政治的な影響力の基盤となったと考えられる。
ファイサルの信頼できる部下となり、1924年に副軍事司令官に任命され、軍の体制への忠誠心を確実なものとした。再びこの地位を自身の権力基盤作りに利用した。1920年代、反乱を起こした旧オスマン軍を基盤に新生国家の軍を作るという国王･ファイサル1世の政策を支援した。

## 1930年の首相就任時

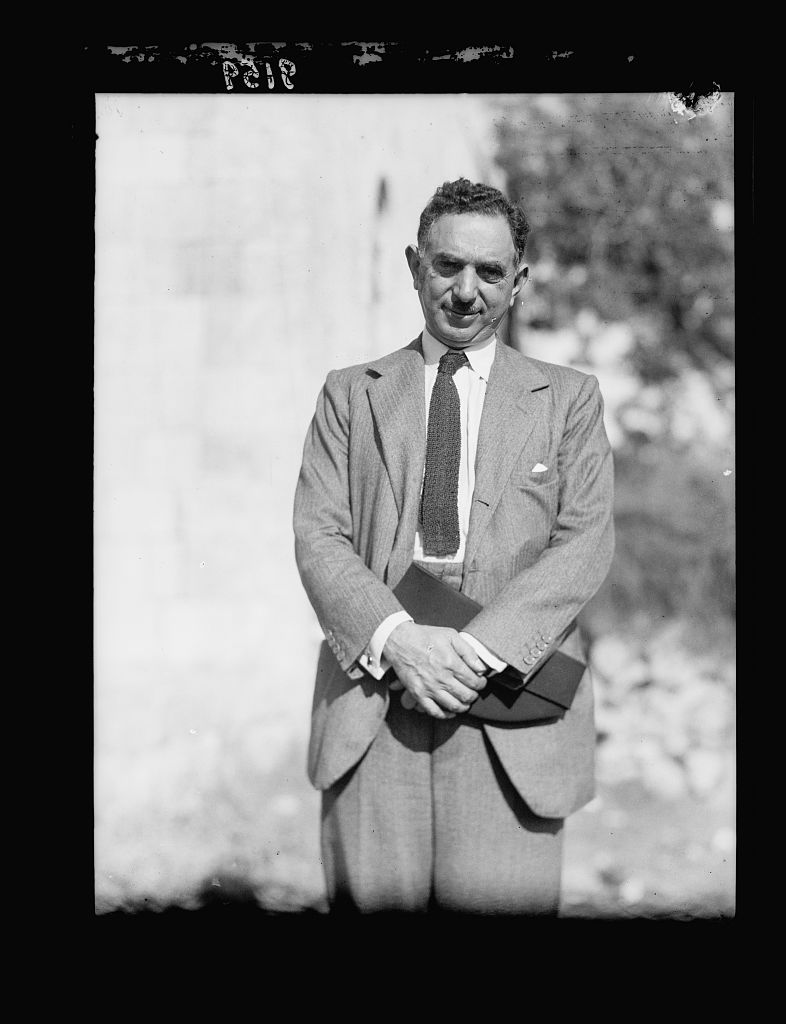
1936年

最初に国王に首相就任を提案されたのは1929年のことだったが、イギリスとの交渉の関係で1930年になるまで実現しなかった。今回もヌーリーは自分の支持者を重要な役職に就けたが、行政府内の国王の基盤を弱体化させていまい、国王との関係を悪化させてしまった。首相在任中の1930年にイギリス・イラク条約を結んだが、独立後もイギリスに一部の委任統治権と軍事力の残留を認めるものであり、不人気な政策だった。1932年に国際連盟への加盟申請も行った。
1932年10月にイラク王国の独立が達成時には、国王・ファイサル1世から首相を解任させられ、ナージー･シャウカトに変えられていた。これによって影響力は多少抑制され、さらに翌年ファイサル1世が崩御してガージー国王が継承してからは、宮殿からも遠のいた。1935年に首相に就任することになるヤーシーン・アル＝ハーシミーが台頭してきてからは、さらに影響力は低下した。しかし、軍関係者の間での権威は保ち続け、イギリスの信頼されている同盟者の地位にあるということは、権力から遠のくことはなかった。1933年、イギリスはガージー国王に対して、ヌーリーを外務大臣に任命するように説得し、1936年にバクル・シドキのクーデターが発生するまで職を務めた。しかし、イギリスとのつながりによって常に何らかの重要な地位には就くことはできた。それは、彼が民衆からの人気を落とし続ける要因でもあった。

## 軍との陰謀、1937年-1940年
バクル・シドキのクーデターにおいて、ヌーリーがどれほどイギリスに運命を握られているかが明らかになった。倒された政府の中で唯一イギリス大使館に駆け込み、大使の手配で一時的にエジプトに退避することができた。1937年8月にバクダードに戻り、権力を取り戻すための陰謀を、サラーフッディーン・アッ＝サバーグ大佐と共にめぐらした。ジャミール・アル＝ミドファイー首相を動揺させ、イギリスに対しヌーリーの影響力は強すぎるため海外にいさせて欲しいと説得した。イギリスに聞き入れられた、彼らはヌーリーをロンドンにイラク大使として派遣させられた。ガージー国王との関係は絶望的であり、ヌーリーは密かにサウジアラビア王室と協力を図った。
1938年10月にバグダードに戻り、再びサバーグ大佐と接触しミファイ政権打倒を説得した。1938年12月24日、サバーグ大佐は仲間とクーデターを起こし、ヌーリーは首相に復帰した。ガージー国王外しを図り、ザイド王子の地位を上げるかもしくは継承させることを推進した。ガージー国王は私的なラジオ局を通じてナショナリズム的な放送を流し、イギリスを悩ませていた。1939年1月、ガージー国王は、ラシード・アーリー・アル＝ガイラーニーを宮廷会議議長に任命し、ヌーリーを苦しめた。そこで、ヌーリーは3月までライバルに対する攻撃を続けた。国王暗殺計画を暴いたとして、将校団の粛清を行った。
1939年4月4日にガージー国王が交通事故死したが、ヌーリーのほうが国王の死への関与を疑われた。ガージー国王の葬儀の際には、群集から「ヌーリー、国王の死に報いよ。」という声が出た。未成年の新国王ファイサル2世の摂政としてアブドゥル＝イラーフを推して、自身の影響下においた。
1939年9月1日にドイツがポーランドに侵攻し、第二次世界大戦が勃発してドイツとイギリスは戦争状態になった。 1930年のイギリス・イラク条約の第4条に基づき、イラクはドイツに宣戦布告することが定められていた。しかし、中立的な立場を維持するための努力がなされ、ヌーリーは、イラク軍がイラクの外で戦闘に加わることはないと宣言した。ドイツの当局者は強制送還されたが、イラクは宣戦布告しなかった。
1940年6月のフランスの降伏はアラブ･ナショナリストの間に、イギリスの一部で参戦するのではなく、アメリカ合衆国とトルコと同様に中立の立場を取るべきだという機運が高まった。ヌーリーは、全般的に親イギリスだったが、だったサバーグ大佐は積極的に軍をドイツ寄りに導いた。ヌーリーは軍事関係者の盟友の喪失により影響力を失った。

## 1940年代の摂政との共存
1941年4月、中立派勢力が権力を掌握し、ラシード・アーリー・アル＝ガイラーニーが首相に任命された。ヌーリーはイギリス領トランス・ヨルダンに逃れ、さらにイギリスにカイロへ退避させられた。イギリスによるバグダード占領後には帰国させられ、首相に任命された。2年半は務め続けたが、1943年以降は摂政の発言力が高まりより高度な独立を主張した。1947年まではイギリスによる占領が続いた。
1947年に短期間行われた摂政のリベラル傾向の政策は、既成の体制が直面していた問題の拡大を食い止めるには不十分だった。王政の樹立以降、イラクの社会や経済の構造は大きく変わっていた。都市人口は増加し、中間層が急成長し、イラク共産党の働きで農業従事者や労働者の間での政治意識は高まっていた。しかしながら、支配層と強く結びついて利益を共有していた政治エリートは王政を維持する抜本的措置を取れないでいた。過去10年のエリートによる権力維持の試みにおいては、摂政よりヌーリーのほうが支配的な役割を果たした。

## 政治不安への政府の抵抗
1946年11月、石油労働者のストライキは警察による虐殺で頂点に達した。彼は自由党と国民民主党員を入閣させたが、1947年1月には多くの共産主義者の逮捕を命じて抑圧的な対応を取った。逮捕者には党書記ファハドを含んだ。一方、イギリスは1930年のイギリス・イラク条約の期間を超えて恒久的に軍の駐留を認めさせようとしていた。ヌーリーと摂政は地位の保障の機会と捉え、新・イギリス・イラク条約の作成に協力した。1948年1月上旬にヌーリー自らイギリスとの交渉代表団に参加し、1月15日には条約に署名した。
バグダード市民は条約締結に激怒し、翌日にはデモが発生した。学生が大きな役割を果たし、イラク共産党も反政府活動を指揮した。デモは1月20日に警察が発砲し犠牲者が出るまで続いた。アブドゥッラーは条約を否認したが、ヌーリーが帰国した26日には抗議者に対する厳しい政策が取られた。翌日の大規模デモにおいても警察が発砲し、多数の死者が出た。条約施行のための弾圧により、さらに国民の信頼を失うことになった。
次に行った外交上の新政策は、バグダード条約に基づく中東条約機構創設であった。1954年-1955年に締結され、西側諸国や地域内の同盟国とイラクの政治的･軍事的関係強化をもたらした。イギリス･米国に望まれており、ヌーリーにとって締結は重要なことであった。一方で、国内世論とは反する政策であったため、反対派の弾圧や検閲を強化した。しかし、1948年のデモに比べれば、抵抗は小さかった。歴史家のハンナ・バタトゥは、当時僅かに好調だった経済状況と弾圧による共産党の弱体化がその要因ではないかと指摘している。
1956年、政治状況が悪化し、ナジャフやハヴィで蜂起が発生した。当時はエジプトのスエズ運河国有化に対抗してイスラエルがイギリス･フランスの協力の下、エジプト侵攻(第二次中東戦争)を行っており、中東条約機構への民衆の不信感が高まっていた。反政府派の人々は団結し始め、1957年2月、国民民主党、共産党、バアス党、無所属の人々が国民連合戦線を創設した。同様の動きは軍の将校の間でも起き、自由将校最高委員会が形成された。ヌーリーは軍を優遇することで忠誠心を保とうとしたが、無駄な努力であった。
1958年2月、新しく結成されたエジプトとシリアの連合に対抗するため、イラク王政と同じハーシム王政が敷かれているヨルダンとアラブ連邦を形成した。ヌーリーはアラブ連邦初代首相に就任したが、王政打倒クーデターによって短い任期に終わることになる。

## 王政崩壊と死
1958年、レバノン危機がエスカレートしたため、ヨルダンはイラク軍に自国への援軍を求めた。イラク軍から派遣部隊が送られることになった。しかし、7月14日、その部隊がバグダードに立ち寄るふりをして、そのままクーデターを起こした。アブドルカリーム・カーシム大佐とアブドッサラーム・アーリフは政権を掌握し、イラク王室に宮殿から出るように命令した。国王ファイサル2世、摂政アブドッラー王子、その妻のヒヤム王女、アブドッラー母であるネフィーサ王女、国王の姪のアバディア王女、侍従らが中庭に集められた。壁のほうに向くように命じられ、王室一家らは全員射殺された。約40年でイラクのハーシム王政は滅亡した。
ヌーリーは女装して逃走しようとしたが、翌日、バグダード市内で発見されて捕らえられた。その場でヌーリーは射殺され、その日のうちに埋葬された。しかし、さらに翌日、怒り狂った暴徒によって遺体を掘り起こされ、バグダードの通りを引き摺られた。さらに吊るされた上、遺体を損壊された。